# Миссурийский университет науки и технологий
Миссурийский университет науки и технологий (полное название англ. Missouri University of Science and Technology); обычно называется англ. Missouri S&T — государственный исследовательский университет в городе Ролла (в 170 км юго-западнее Сент-Луиса), в центра штата Миссури, США.
Университет является частью Системы Университетов Миссури (англ. University of Missouri System), которая объединяет четыре кампуса расположенных в Колумбии (Университет Миссури - Колумбия, Mizzou), Ролле (Миссурийский Университет Науки и Технологий, MS&T), Канзас-Сити (Университет Миссури - Канзас-Сити, UMKC) и в Сент-Луисе (Университет Миссури - Сент Луис, UMSL).
Несмотря на то, что основной специализацией университета является инженерия, в нём также представлены программы гуманитарного направления, социальных наук, искусства и бизнеса.
Университет известен регулярными успехами в общенациональных конкурсах инженерного дизайна, а также более чем вековой традицией празднования Дня святого Патрика.

## История
С 1969 года университет назывался Университет Миссури-Ролла (англ. University of Missouri-Rolla, сокращенно UMR). Данное название не подчеркивало технологический фокус университета, и акроним UMR совпадал с акронимом Университета Миннесоты Рочестер (англ. University of Minnesota Rochester), что мешало популяризации университета как одного из ведущих технологических исследовательских центров США.
С 1-го января 2008 года университет носит название Миссурийский университет науки и технологий (англ. Missouri University of Science and Technology, коротко англ. Missouri S&T).

## Учебный процесс
На базе университета функционирует 200 kW ядерный реактор, используемый в процессе обучения, практики и научных исследований. Реактор университета является первым ядерным реактором в штате Миссури, впервые достигшим критичности в 1961 году.

## Известные Выпускники
Грег Реймер — профессиональный игрок в покер, победитель главного турнира Мировой серии покера в 2004 году

### Астронавты
Томас Дейл Эйкерс (англ. Thomas Dale "Tom" Akers; род. 1951) — степень бакалавра наук (прикладная математика, 1973); степень магистра наук (прикладная математика, 1975)

Джанет Линн Каванди, (англ. Janet Lynn Kavandi; род. 1959) — степень магистра наук (химия, 1982)

Сандра Холл Магнус (англ. Sandra Hall Magnus; род. 1964) — степень бакалавра наук (физика, 1986); степень магистра наук (электротехника, 1990)